# Frutillada
La frutillada es una bebida popular en el Cusco y consumida generalmente entre los meses de noviembre y enero.
La bebida está elaborada en base de chicha de jora y la frutilla. Es mezclada con fresa local, recolectada en el Valle Sagrado de Urubamba. Los lugares donde se vende frutillada son las llamadas chicherías. Las chicherías que vende frutillada son identificadas con banderines rojos.
La costumbre de usar frutilla se ha ido perdiendo, siendo reemplazada por colorante vegetal (a base de beterraga o ayrampo) y otros ingredientes que intentan asemejar al sabor original.